# Theodor Svedberg
Theodor (The) Svedberg (Valbo, 30 de agosto de 1884 - 25 de febrero de 1971) fue un químico sueco y profesor universitario, ganador del Premio Nobel de Química en 1926, reconociendo sus descubrimientos en el campo de los medios en dispersión.

## Biografía
Svedberg nació en Valbo, Suecia, el 30 de agosto de 1884. Estudió química en la Universidad de Upsala, donde en 1912 fue nombrado profesor titular de Química física.
Murió el 25 de febrero de 1971 en la ciudad de Kopparberg, situada en el condado de Örebro.

## Investigaciones científicas
Su trabajo con coloides probó las teorías sobre el movimiento browniano enunciadas por Einstein y el geofísico polaco Marian Smoluchowski. Durante su investigación, desarrolló la técnica de ultracentrifugación analítica y demostró su utilidad en la distinción de proteínas puras.
Así mismo, fue uno de los primeros en estudiar la síntesis del caucho y realizó trabajos sobre una vacuna contra la poliomielitis.
En 1926 fue galardonado con el Premio Nobel de Química por sus trabajos sobre la fisicoquímica de los sistemas dispersos.

## Eponimia
- El cráter lunar Svedberg lleva este nombre en su memoria.[6]

## Sucesión de Premios Nobel
| Predecesor: Richard Adolf Zsigmondy | Premio Nobel de Química 1926 | Sucesor: Heinrich Otto Wieland |

- Datos: Q186391
- Multimedia: Theodor Svedberg / Q186391